# Сюрек (селище)
Сюре́к (рос. Сюрек) — селище при залізничній станції у складі Сюмсинського району Удмуртії, Росія.

## Населення
Населення — 413 осіб (2010; 493 в 2002).
Національний склад (2002):
- росіяни — 66 %

## Історія
Заснування селища пов'язане з будівництвом залізниці Ува-Кільмезь, а назву воно отримало від сусіднього присілка. Він має давню історію, його жителі все життя займались лісозаготівлею, сплавляли ліс по Валі. У жовтні 1942 року на правому березі річки був організований Сюрецький лісопункт тресту «Іжліс», який займався заготівлею та вивезення до залізниці лісу для наступного його транспортування до Іжевська. На виробництві працювали колгоспники, жили вони спочатку у сусідніх присілках, потім для них були збудовані окремі бараки. Колоди вивозили по вузькоколійній залізниці, після відкриття влітку 1943 року залізниці Ува-Кільмезь була збудована станція Сюрек. Першим начальником станції був Хом'яков П. Н. 1944 року до селища прибули непридатні до служби військові, які допомагали у зведені бараків.
У 1946—1947 роках почалось масове будівництво, зводиться контора лісопункту, яку сюди перевели із Каксів (до цього вона знаходилась у Красному Ярі). З присілку Сюрек було переведене відділення робітничого постачання. Пізніше були зведені дитячий садок, медпункт (перший фельдшер Мельчуков П. Г.), громадська баня. Остання невдовзі згоріла і на її місці відкрили аматорський кінотеатр (завідувач Мухамедшин М. Г.). Станом на 1946 рік у селищі проживало 1088 осіб. 1947 року відкрито їдальню, де пізніше було відкрито магазин. Того ж року з Азінського ліспромгоспу переїжджає 10 родин. Будується початкова школа, першим директором якої став Лялін М. Л. з Вожектему, пологовий будинок, радіовузол, клуб. З лютого 1948 року лісопункт перетворено у ліспромгосп, у жовтні 1950 року його об'єднали з Кільмезьким лісопромисловим комбінатом. 1952 року до складу підприємства включили Єрмаковську ділянку, 1953 року — Харламовську та Кежгуртську ділянки Сюмсинського ліспромгоспу. Ці нові ділянки були об'єднані у новий Зонський лісопункт. 1953 року ліспромгосп переводять до Кільмезю, але назва лишились Сюрецький.

## Урбаноніми[4]
- вулиці — Азіна, Берегова, Борова, Жовтнева, Зарічна, Кірова, Ковальська, Леніна, Мохова, Першотравнева, Підлісна, Пролетарська, Радянська, Стахановська, Сюрецька, Транспортна, Фрунзе, Чапаєва, Шкільна